# Economia Scoției
Economia Scoției are o valoare estimată a produsului intern brut nominal (PIB) de până la £152 de miliarde de euro în 2015. Din 1707, Anglia a fost principalul său partener comercial. Scoția încă desfășoară majoritatea activităților sale comerciale în Marea Britanie.
Scoția a fost una dintre puterile industriale ale Europei de după Revoluția Industrială, fiind un lider mondial în industria prelucrătoare. Scoția produce textile, whisky, autobuze, software de calculator, nave, microelectronică, și este cunoscută pentru servicii financiare.
Majoritatea industriei scoțiene este concentrată în puținele orașe mari din centrul țării. Edinburgh este centrul cultural și capitala administrativă, și este un centru financiar important în Europa. Glasgow, printre cele mai mari orașe ale Regatului Unit, este situat pe Râul Clyde și este cel mai mare port și centru de manufactură din Scoția.